# سكارليت سانتانا
سكارليت سانتانا (بالإنجليزية: Scarlett Santana)‏ هي كاتبة غنائية وكاتِبة ومغنية مؤلفة وشاعرة أمريكية، ولدت في 31 مايو 1988 في نيوآرك في الولايات المتحدة.

## وصلات خارجية
- الموقع الرسمي